# Giorgio Bocchino
Giorgio Bocchino (Florence, 14 juli 1913 – aldaar, 4 december 1995) was een Italiaans schermer die actief was met de floret. 
Bocchino nam slechts eenmaal deel aan de Olympische Zomerspelen, dit in 1936. Hierin werd hij olympisch kampioen met het Italiaanse team en won hij brons in het individuele evenement. Met het Italiaanse team werd hij tevens vijfmaal wereldkampioen. 

## Palmares
- Olympische Spelen
  - 1936:  - floret team
  - 1936:  - floret individueel

- Wereldkampioenschappen
  - 1933, 1934, 1935, 1937, 1938:  - floret team
  - 1934:  - floret individueel
  - 1938:  - floret individueel